# Ахим (Вольфенбюттель)
Ахим (нем. Achim) — деревня и бывшая коммуна в Германии, в земле Нижняя Саксония.
С 1 ноября 2011 входит в состав коммуны Бёрсум. Население составляет 750 человек (на 31 декабря 2006 года). Занимает площадь 15,81 км². Официальный код — 03 1 58 001.
Коммуна подразделяется на 3 сельских округа.
| Год  | Население |
| ---- | --------- |
| 1990 | 826       |
| 1995 | 809       |
| 2000 | 787       |
| 2005 | 791       |
| 2010 | 695       |